# Verbascum rupestre
Verbascum rupestre är en flenörtsväxtart som först beskrevs av Bozimir Davidov, och fick sitt nu gällande namn av I. K. Ferguson. Verbascum rupestre ingår i släktet kungsljus, och familjen flenörtsväxter. Inga underarter finns listade i Catalogue of Life.